# Kurdische Kommunistische Partei
Die Kurdische Kommunistische Partei (kurdisch Partiya Komunîstî Kurdistan, englisch Kurdistan Communist Party, حزبي شيوعى كوردستان-عيراق) ist eine kurdische politische Splitterpartei der Irakischen Kommunistischen Partei.

## Geschichte
Die Kurdische Kommunistische Partei wurde 1993 auf dem dritten Parteitag der Irakischen Kommunistischen Partei durch Karim Ahmed Peerdaud gegründet. Sie war eine der ersten politischen Parteien, die verlangte, dass im Irak eine Übergangsregierung nach dem Fall des baathistischen Regimes von Saddam Hussein eingesetzt werden sollte.
Im April 2004 übernahm Kamal Shakir die Führung der Partei.
Die Partei hatte einen für Frauenrechte eintretenden Flügel, die Kurdische Frauenliga, deren Vorsitzende Nahla Hussain al-Shaly am 18. Dezember 2008 in Kirkuk enthauptet wurde.